# Ochthebius reticulocostus
Ochthebius reticulocostus är en skalbaggsart som beskrevs av Perkins 1980. Ochthebius reticulocostus ingår i släktet Ochthebius och familjen vattenbrynsbaggar. Inga underarter finns listade i Catalogue of Life.